# Petting statt Pershing
Petting statt Pershing ist eine deutsche Filmkomödie von Petra Lüschow aus dem Jahr 2018. Der Film hatte seine Premiere am 25. Oktober 2018 auf den Internationalen Hofer Filmtagen und kam am 5. September 2019 in die deutschen Kinos. Im Fernsehprogramm wurde der Film erstmals am 5. März 2021 bei Arte ausgestrahlt. Am 30. Juni 2021 lief er dann in der Sendereihe Debüt im Ersten.

## Handlung
Ursula Mayer wächst in den frühen 1980er Jahren auf dem hessischen Land auf und versucht, sich den alltäglichen Problemen zu stellen. Die Ehe ihrer Eltern Inge und Helmut liegt ziemlich brach, ihr verwirrter Opa beschäftigt sich fortwährend mit seinen Erlebnissen aus dem Krieg, sie selbst kämpft mit Übergewicht und sehnt sich nach zwischenmenschlicher Zuneigung. In der Schule wird sie von Gleichaltrigen „Obelix“ genannt und wiederholt gemobbt. Als dann eines Tages der neue Lehrer Siegfried Grimm eine Stelle in Ursulas Schule annimmt, führt dies zu grundlegenden Veränderungen im sonst eher beschaulichen Dorfleben.
Siegfried ist attraktiv, hat seine Ideale und setzt sich friedlich gegen die Stationierung von amerikanischen Pershing-Raketen ein. Mit seiner alternativen Lebensgefährtin Erdmut führt er eine Wohngemeinschaft, sie geben Kurse zur sexuellen Selbsterfahrung und bauen ihr eigenes biologisches Gemüse an. Ursula ist von Siegfried fasziniert und fühlt sich zu ihm hingezogen. Doch dieser hat mehr Interesse an anderen Frauen – und diese auch an ihm. So geht er mit Ursulas Mutter Inge und der Sportlehrerin Katrin Teichert sexuelle Beziehungen ein. Letztere hat zudem eine Affäre mit Ursulas Vater. Nachdem Ursula ungerechtfertigt beschuldigt wird, einen Mitschüler niedergeschlagen zu haben, wird sie von ihren Eltern auf eine Hauswirtschaftsschule geschickt – den wohl langweiligsten Ort für ein Mädchen wie Ursula.
Ursula beginnt ihren persönlichen Racheplan. Sie lauert Siegfried auf, entführt diesen und versteckt ihn in einer Hütte. Ihre Eltern und Katrin Teichert versuchen mittlerweile, dem verschwundenen Lehrer etwas anzuhängen, als sie die Pistole und Handgranaten des kürzlich verstorbenen Opas im Hause des Lehrers finden. Ursula geht dies zu weit. Sie fährt zur Hütte und sagt Siegfried, dass er verschwinden müsse. Sie fährt ihn zum Bahnhof Neuriedheim und gibt ihm das Auto, sie selbst geht zu Fuß weiter.
Von der rückblickenden Ich-Erzählerin Ursula erfährt das Publikum, dass niemand weiß, was aus Siegfried geworden ist. Es gebe nur Mutmaßungen über seinen weiteren Werdegang. Sie selbst denkt, dass er vermutlich einfach weitergemacht habe wie bisher, „denn die meisten Menschen machen immer so weiter.“

## Produktion
Der Filmtitel ist ein so genannter Spontispruch aus den 1980er Jahren.
Gedreht wurde vom 10. Oktober 2016 bis zum 11. Dezember 2016 in Hessen.
Der Film ist das Regiedebüt von Petra Lüschow und wurde nach der Erstausstrahlung bei Arte im März 2021 auch in der Sendereihe Debüt im Ersten  gezeigt.

## Rezeption

### Kritiken
Das Lexikon des internationalen Films verleiht dem Film 3 von 5 Sternen und schreibt: „Die zu Beginn recht amüsante Jugendkomödie beobachtet liebevoll das Leben in der deutschen Provinz und spießt dabei auch die Pseudo-Bewegtheit vieler Alt-68er auf. Der in der Hauptrolle charmant und ruppig gespielte Film verflacht auf Dauer allerdings und kann den Wandel vom hässlichen Entlein zum Racheengel kaum beglaubigen.“
Oliver Armknecht gibt dem Film in seiner Kritik auf film-rezensionen.de insgesamt 6 von 10 Punkten. Er lobt Anna Florkowski für ihre starke Leistung in der Rolle als intelligente, aber unsichere Jugendliche. Positiv fällt dem Kritiker auf, dass in diesem Film ein junger Mensch zu sich finde, ohne dass dies notwendigerweise an eine erfolgreiche Romanze gebunden sei. Insgesamt ein sympathischer und unterhaltsamer Film, der allerdings doch etwas zu brav geraten sei.
Antje Wessels gibt dem Film in Wessels Filmkritik eine positive Bewertung. Sie lobt die erfrischende Entscheidung der Regisseurin Petra Lüschow, die Geschichte des Films im Westen anzusiedeln und nicht – wie sonst meist üblich – aus Sicht des Ostens. Nicht nur sei die deutsche Teilung allgegenwärtig spürbar, auch die Nachwehen des Dritten Reiches in der unsichtigen Nazivergangenheit des Familiengroßvaters. Etwas Kritik erhalten die vielen abgehandelten Themen – Lüschow erzähle von allem etwas, allerdings nichts so richtig ganz. Dies würde aber nicht über die positiven Aspekte des Films hinwegtäuschen, Petting statt Pershing sei trotzalledem unterhaltsam und atmosphärisch. Die Hauptfigur Ursula würde (als einzige Figur des Films) eine glaubhafte Charakterentwicklung durchmachen. Hauptdarstellerin und Newcomerin Anna Florkowski sei „in der Rolle der aufbegehrenden Rebellin, die endlich etwas gegen ihr unscheinbares Dasein unternehmen will, eine echte Offenbarung“. Der Rest der Besetzung würde allenfalls als Stichwortgeber dienen. In der Gesamtbetrachtung erzähle der Film „eine authentische Geschichte aus den Achtzigerjahren von freier Liebe, gewaltfreiem Protest und den Nachwehen des Zweiten Weltkrieges. Das dabei transportierte Lebensgefühl ist der große Pluspunkt eines Films, der die vielen Themen nicht immer unter einen Hut bekommt.“

### Auszeichnungen
- 2019: Cleveland International Film Festival – Auszeichnung in der Kategorie New Direction Competition für Petra Lüschow[8]